# ℃-uteコンサートツアー 2008夏 〜忘れたくない夏〜
『℃-uteコンサートツアー 2008夏 〜忘れたくない夏〜』（キュートコンサートツアー 2008なつ わすれたくないなつ）は、2008年8月16日から10月4日まで開催された℃-uteのコンサート・ツアーである2008年11月12日発売。発売元はゼティマ。

## 日程
- 8月16日･17日：松戸森のホール21
- 8月24日：アクトシティ浜松
- 8月30日：パシフィコ横浜 国立大ホール
- 8月31日：Zepp Sendai
- 9月13日･14日：NHK大阪ホール （13日のみ岡井は欠席）
- 9月21日：愛知厚生年金会館
- 9月23日：八王子市民会館
- 10月4日：前橋市民文化会館

### 出来事
- 浜松公演終了後にメンバーは新幹線で帰る予定だったが、大雨で新幹線がストップしてしまった為、バスをチャーターして帰路に就いた[1]。
- オープニングアクトに真野恵里菜が出演。横浜公演を観覧したラジオNIKKEIの渡辺和昭は「単独コンサート待ってますよ!」と要望[2]。この願いは翌2009年6月開催の『真野恵里菜デビューコンサート「プロローグ 〜乙女の祈り〜」』で実現することになる。

## DVD
『℃-uteコンサートツアー 2008夏 〜忘れたくない夏〜』（2008年11月12日）
8月30日にパシフィコ横浜にて行われたコンサートの模様を収録
1. OPENING
2. 江戸の手毬唄II
3. 涙の色
4. VTR -メンバー紹介-
5. MC1
6. ほめられ伸び子のテーマ曲
7. スイーーツ→→→ライブ （歌：岡井千聖・有原栞菜）
8. イメージカラー （歌：矢島舞美・鈴木愛理）
9. MC2 -英語劇「Good Morning」- （岡井千聖・萩原舞・有原栞菜）
10. 桜チラリ
11. 乙女COCORO
12. 最高級のエンジョイGIRLS
13. MC3 -ひとりMC- （鈴木愛理）
14. 通学ベクトル （歌：鈴木愛理）
15. 晴れのプラチナ通り （歌：中島早貴・萩原舞）
16. めぐる恋の季節
17. LALALA 幸せの歌
18. MC4 -寸劇「忘れたくない夏」- （矢島舞美・中島早貴）
19. 「忘れたくない夏」
20. ダイアリー （歌：矢島舞美）
21. 夏 （歌：梅田えりか・中島早貴・岡井千聖・萩原舞・有原栞菜）
22. 大きな愛でもてなして
23. わっきゃない(Z)
24. JUMP
25. MC5
26. 都会っ子 純情
27. ENCORE：MC6 -テンション上げ子のコーナー-
28. ENCORE：That's the POWER
29. ENCORE：MC7
30. ENCORE：まっさらブルージーンズ

特典映像
1. ツアーラスト（前橋市民文化会館）の1日ドキュメント
2. 本編未収録の2曲